# Tirreno-Adriatico 2012
Tirreno-Adratico 2012 var den 47. udgave af cykelløbet Tirreno-Adriatico. Det blev arrangeret fra 7. til 13. marts 2012 og foregik over 7 etaper. 

## Deltagende hold
- ProTeam: Ag2r-La Mondiale, Pro Team Astana, BMC Racing Team, Euskaltel-Euskadi, FDJ BigMat, Garmin-Barracuda, GreenEDGE, Katusha, Lampre-ISD, Liquigas-Cannondale, Lotto-Belisol, Movistar Team, Omega Pharma-Quick Step, Rabobank, RadioShack-Nissan, Team Saxo Bank, Team Sky og Vacansoleil-DCM.
- Professionelle kontinentalhold: Acqua & Sapone, Colnago-CSF Inox, Colombia-Coldeportes og Farnese Vini Selle Italia

## Etaper

### 1. etape
7. marts – San Vincenzo – Donocratico, 16,9 km (holdtidskørsel)
|   | Hold                   | Tid   |
| - | ---------------------- | ----- |
| 1 | GreenEDGE              | 18.41 |
| 2 | RadioShack-Nissan-Trek | + 17  |
| 3 | Garmin-Barracuda       | + 17  |
| 4 | Team Sky               | + 23  |
| 5 | Astana                 | + 30  |

|   | Rytter                    | Hold      | Tid   |
| - | ------------------------- | --------- | ----- |
| 1 | Matthew Goss (AUS)        | GreenEDGE | 18.41 |
| 2 | Svein Tuft (CAN)          | GreenEDGE | + 0   |
| 3 | Sebastian Langeveld (NED) | GreenEDGE | + 0   |
| 4 | Stuart O'Grady (AUS)      | GreenEDGE | + 0   |
| 5 | Cameron Meyer (AUS)       | GreenEDGE | + 0   |

### 2. etape
8. marts – San Vincenzo – Indicatore, 230 km
|   | Rytter               | Hold                 | Tid     |
| - | -------------------- | -------------------- | ------- |
| 1 | Mark Cavendish (GBR) | Team Sky             | 6:32.32 |
| 2 | Óscar Freire (ESP)   | Katusha              | s.t.    |
| 3 | Tyler Farrar (USA)   | Garmin-Barracuda     | s.t.    |
| 4 | Peter Sagan (SVK)    | Liquigas-Cannondale  | s.t.    |
| 5 | Sacha Modolo (ITA)   | Colnago-CSF Bardiani | s.t.    |

|   | Rytter                    | Hold      | Tid     |
| - | ------------------------- | --------- | ------- |
| 1 | Matthew Goss (AUS)        | GreenEDGE | 6:51.13 |
| 2 | Stuart O'Grady (AUS)      | GreenEDGE | + 0     |
| 3 | Sebastian Langeveld (NED) | GreenEDGE | + 0     |
| 4 | Cameron Meyer (AUS)       | GreenEDGE | + 0     |
| 5 | Mark Cavendish (GBR)      | Team Sky  | + 13    |

### 3. etape
9. marts – Indicatore – Terni, 178 km
|   | Rytter                     | Hold                | Tid     |
| - | -------------------------- | ------------------- | ------- |
| 1 | Edvald Boasson Hagen (NOR) | Team Sky            | 4:45.31 |
| 2 | André Greipel (GER)        | Lotto-Belisol       | s.t.    |
| 3 | Peter Sagan (SVK)          | Liquigas-Cannondale | s.t.    |
| 4 | Tyler Farrar (USA)         | Garmin-Barracuda    | s.t.    |
| 5 | Manuel Belletti (ITA)      | Ag2r-La Mondiale    | s.t.    |

|   | Rytter                    | Hold             | Tid      |
| - | ------------------------- | ---------------- | -------- |
| 1 | Matthew Goss (AUS)        | GreenEDGE        | 11:36.44 |
| 2 | Stuart O'Grady (AUS)      | GreenEDGE        | + 3      |
| 3 | Cameron Meyer (AUS)       | GreenEDGE        | + 3      |
| 4 | Sebastian Langeveld (NED) | GreenEDGE        | + 3      |
| 5 | Tyler Farrar (USA)        | Garmin-Barracuda | + 13     |

### 4. etape
10. marts – Amelia – Chieti, 250 km
|   | Rytter                | Hold                   | Tid     |
| - | --------------------- | ---------------------- | ------- |
| 1 | Peter Sagan (SVK)     | Liquigas-Cannondale    | 7:24.50 |
| 2 | Roman Kreuziger (CZE) | Astana                 | s.t.    |
| 3 | Vincenzo Nibali (ITA) | Liquigas-Cannondale    | s.t.    |
| 4 | Danilo Di Luca (ITA)  | Acqua & Sapone         | s.t.    |
| 5 | Chris Horner (USA)    | RadioShack-Nissan-Trek | s.t.    |

|   | Rytter                | Hold                   | Tid      |
| - | --------------------- | ---------------------- | -------- |
| 1 | Chris Horner (USA)    | RadioShack-Nissan-Trek | 19:01.54 |
| 2 | Roman Kreuziger (CZE) | Astana                 | + 7      |
| 3 | Cameron Meyer (AUS)   | GreenEDGE              | + 13     |
| 4 | Peter Sagan (SVK)     | Liquigas-Cannondale    | + 21     |
| 5 | Danilo Di Luca (ITA)  | Acqua & Sapone         | + 22     |

### 5. etape
11. marts – Martinsicuro – Prati di Tivo, 196 km
|   | Rytter                  | Hold                   | Tid     |
| - | ----------------------- | ---------------------- | ------- |
| 1 | Vincenzo Nibali (ITA)   | Liquigas-Cannondale    | 5:46.33 |
| 2 | Roman Kreuziger (CZE)   | Astana                 | + 16    |
| 3 | Chris Horner (USA)      | RadioShack-Nissan-Trek | + 16    |
| 4 | Johnny Hoogerland (NED) | Vacansoleil-DCM        | + 18    |
| 5 | Michele Scarponi (ITA)  | Lampre-ISD             | + 18    |

|   | Rytter                  | Hold                   | Tid      |
| - | ----------------------- | ---------------------- | -------- |
| 1 | Chris Horner (USA)      | RadioShack-Nissan-Trek | 24:48.39 |
| 2 | Roman Kreuziger (CZE)   | Astana                 | + 5      |
| 3 | Vincenzo Nibali (ITA)   | Liquigas-Cannondale    | + 12     |
| 4 | Rinaldo Nocentini (ITA) | Ag2r-La Mondiale       | + 45     |
| 5 | Michele Scarponi (ITA)  | Lampre-ISD             | + 47     |

### 6. etape
12. marts – Offida – Offida, 181 km
|   | Rytter                  | Hold                   | Tid     |
| - | ----------------------- | ---------------------- | ------- |
| 1 | Joaquim Rodríguez (ESP) | Katusha                | 4:38.27 |
| 2 | Vincenzo Nibali (ITA)   | Liquigas-Cannondale    | s.t.    |
| 3 | Danilo Di Luca (ITA)    | Acqua & Sapone         | s.t.    |
| 4 | Chris Horner (USA)      | RadioShack-Nissan-Trek | s.t.    |
| 5 | Rinaldo Nocentini (ITA) | Ag2r-La Mondiale       | s.t.    |

|   | Rytter                  | Hold                   | Tid      |
| - | ----------------------- | ---------------------- | -------- |
| 1 | Chris Horner (USA)      | RadioShack-Nissan-Trek | 29:27.06 |
| 2 | Roman Kreuziger (CZE)   | Astana                 | + 5      |
| 3 | Vincenzo Nibali (ITA)   | Liquigas-Cannondale    | + 6      |
| 4 | Rinaldo Nocentini (ITA) | Ag2r-La Mondiale       | + 45     |
| 5 | Michele Scarponi (ITA)  | Lampre-ISD             | + 47     |

### 7. etape
13. marts – San Benedetto del Tronto, 9,3 km (ITT)
|   | Rytter                  | Hold                   | Tid   |
| - | ----------------------- | ---------------------- | ----- |
| 1 | Fabian Cancellara (SUI) | RadioShack-Nissan-Trek | 10.36 |
| 2 | Daniele Bennati (ITA)   | RadioShack-Nissan-Trek | + 12  |
| 3 | Cameron Meyer (AUS)     | GreenEDGE              | + 16  |
| 4 | Svein Tuft (CAN)        | GreenEDGE              | + 16  |
| 5 | Manuele Boaro (ITA)     | Team Saxo Bank         | + 16  |

|   | Rytter                  | Hold                   | Tid      |
| - | ----------------------- | ---------------------- | -------- |
| 1 | Vincenzo Nibali (ITA)   | Liquigas-Cannondale    | 29:38.08 |
| 2 | Chris Horner (USA)      | RadioShack-Nissan-Trek | + 14     |
| 3 | Roman Kreuziger (CZE)   | Astana                 | + 26     |
| 4 | Rinaldo Nocentini (ITA) | Ag2r-La Mondiale       | + 53     |
| 5 | Johnny Hoogerland (NED) | Vacansoleil-DCM        | + 1.00   |

## Trøjernes fordeling gennem løbet
| Etape    | Vinder               | Samlet (tid)    | Pointkonkurrencen | Bjergkonkurrencen | Ungdomskonkurrencen | Holdkonkurransen |
| -------- | -------------------- | --------------- | ----------------- | ----------------- | ------------------- | ---------------- |
| 1        | GreenEDGE            | Matthew Goss    | Ikke uddelt       | Ikke uddelt       | Cameron Meyer       | GreenEDGE        |
| 2        | Mark Cavendish       | Matthew Goss    | Mark Cavendish    | Stefano Pirazzi   | Cameron Meyer       | GreenEDGE        |
| 3        | Edvald Boasson Hagen | Matthew Goss    | Mark Cavendish    | Stefano Pirazzi   | Cameron Meyer       | GreenEDGE        |
| 4        | Peter Sagan          | Chris Horner    | Peter Sagan       | Stefano Pirazzi   | Cameron Meyer       | Astana           |
| 5        | Vincenzo Nibali      | Chris Horner    | Peter Sagan       | Stefano Pirazzi   | Cameron Meyer       | Katusha          |
| 6        | Joaquim Rodríguez    | Chris Horner    | Vincenzo Nibali   | Stefano Pirazzi   | Wout Poels          | Katusha          |
| 7        | Fabian Cancellara    | Vincenzo Nibali | Vincenzo Nibali   | Stefano Pirazzi   | Wout Poels          | Katusha          |
| Resultat | Resultat             | Vincenzo Nibali | Vincenzo Nibali   | Stefano Pirazzi   | Wout Poels          | Katusha          |

## Eksterne hnevisninger
- Officielle hjemmeside Arkiveret 9. marts 2012 hos  Wayback Machine